# Айдын, Сельчук
Айдын Сельчук (тур. Selçuk Aydın, родился 4 сентября 1983 года) — турецкий боксёр-профессионал, призёр чемпионатов Европы (2002, 2004), член олимпийской сборной Турции на Олимпийских играх 2004 года. Чемпион Европы по версии EBU (2009).